# Oldenlandia acicularis
Oldenlandia acicularis är en måreväxtart som beskrevs av Cornelis Eliza Bertus Bremekamp. Oldenlandia acicularis ingår i släktet Oldenlandia och familjen måreväxter. Inga underarter finns listade i Catalogue of Life.